# Каррерас, Рикардо
Рика́рдо Лу́ис Карре́рас (англ. Ricardo Luis Carreras; 8 декабря 1949, Нью-Йорк) — американский боксёр легчайшей весовой категории, выступал за сборную США в конце 1960-х — начале 1970-х годов. Бронзовый призёр летних Олимпийских игр в Мюнхене, участник многих международных турниров и национальных первенств.

## Биография
Рикардо Каррерас родился 8 декабря 1949 года в Нью-Йорке. Активно заниматься боксом начал в раннем детстве, затем продолжил подготовку во время службы в Военно-воздушных силах. Первого серьёзного успеха на ринге добился в возрасте семнадцати лет, когда выиграл национальный турнир «Золотые перчатки». В 1971 году завоевал бронзовую медаль на Панамериканских играх в Кали и стал чемпионом США среди любителей, кроме того, попадал в число призёров почти всех армейских соревнований.
Благодаря череде удачных выступлений удостоился права защищать честь страны на летних Олимпийских играх 1972 года в Мюнхене — в четвертьфинале со счётом 3:2 победил советского боксёра Василия Соломина, но в полуфинальном матче 1:4 проиграл мексиканцу Альфонсо Саморе, будущему чемпиону мира среди профессионалов.
Получив бронзовую олимпийскую медаль, Каррерас принял решение завершить карьеру спортсмена и покинул сборную. В отличие от большинства своих соотечественников, он не стал переходить в профессионалы, вместо этого сосредоточился на службе в ВВС. Всего в любительском олимпийском боксе он провёл 81 бой, в том числе 73 раза был победителем и 8 раз проигравшим.